# Лікург Афінський
Лікург (дав.-гр. Λυκοΰργος, 396—323 до н. е.) — атенський архонт, відомий оратор. Зараховується до канону 10 ораторів.

## Життєпис
Син Лікофрона, з давньогрецького аристократичного роду Бутадів (Етеобутатідів). Упродовж 12 років керував фінансами Атен (338–326 до н. е.). Помер незабаром після закінчення управління. Його заслуги по озброєнню та розбудові міста докладно описані в народному декреті 307 до н. е., який визначив встановити Лікургові мідну статую, «дати старшому в роді його нащадку дарів стіл» та вирізати на мармурових плитах усі його постанови. Кілька уламків останніх дійшли до нас.
Лікург, що ставив своєю спеціальною метою видавати суду всіх казнокрадів та зрадників, не міг не бути оратором. Відомі 15 його промов, в тому числі 2 — у виправдання його фінансової політики. Збереглася з них тільки мова проти Леократа, який втік після битви при Хероні.
Лікург також відомий тим, що за його ініціативи 329 до н. е. було зведено з мармуру стадіон Панатінаїкос в Атенах.